# Мишка сред мъже
„Мишка сред мъже“ (на френски: Une souris chez les hommes) е френска комедия режисирана от Жак Потрено през 1964 г. В главните роли са Луи дьо Фюнес, Дани Савал, Робер Манюел, Дора Дол, Дани Карел и др.

## Сюжет
Марсел и Франсис са заети хора. Марсел прекарва всички свои вечери в срещи с хора от високото общество или поне каквото той казва на своя барман. Напуска дома си, любещата си съпруга и възхитителна дъщеря, често за да посети срещи с клиенти. Неговият шеф и жена му вярват, че е зает с много работа. Всъщност приходите на Марсел и Франсис идват от тяхната нощна работа на крадци. Проблемите възникват когато по време на един грабеж те срещат младo момиче, което е решило да се присъедини към тях за забавление!

## В ролите
| Изпълнител    | Роля                                   |
| ------------- | -------------------------------------- |
| Луи дьо Фюнес | Марсел Равеле                          |
| Морис Биро    | Франсис Бланше                         |
| Жан Льофевър  | Надзорникът Т.V                        |
| Жак Динам     | Шефът на кафенето                      |
| Дани Савал    | Люсил Байет, съседът                   |
| Мария Паком   | Тант Ема, леля на Люсил                |
| Робер Ватие   | Рамка на служителите (за потвърждение) |
| Робер Манюел  | Г-н Леон Дюфур, директор на магазините |
| Дора Дол      | Катрин, касиерката на магазини „Дюфур“ |
| Дани Карел    | Силви Бланше, съпруга на Франсис       |